# Ottawa Capitals
Ottawa Capitals byl kanadský sportovní klub, který sídlil v Ottawě v provincii Ontario. V letech 1892–1906 působil v amatérské soutěži ledního hokeje Federal Amateur Hockey League. Založen byl v roce 1896. V roce 1897 se Capitals zúčastnily exhibičního zápasu o Stanley Cup, ve kterém podlehly Montrealu Victorias.
Mimo oddíl ledního hokeje měl sportovní klub i jiné oddíly, mj. oddíl lakrosu a atletiky.

## Galerie

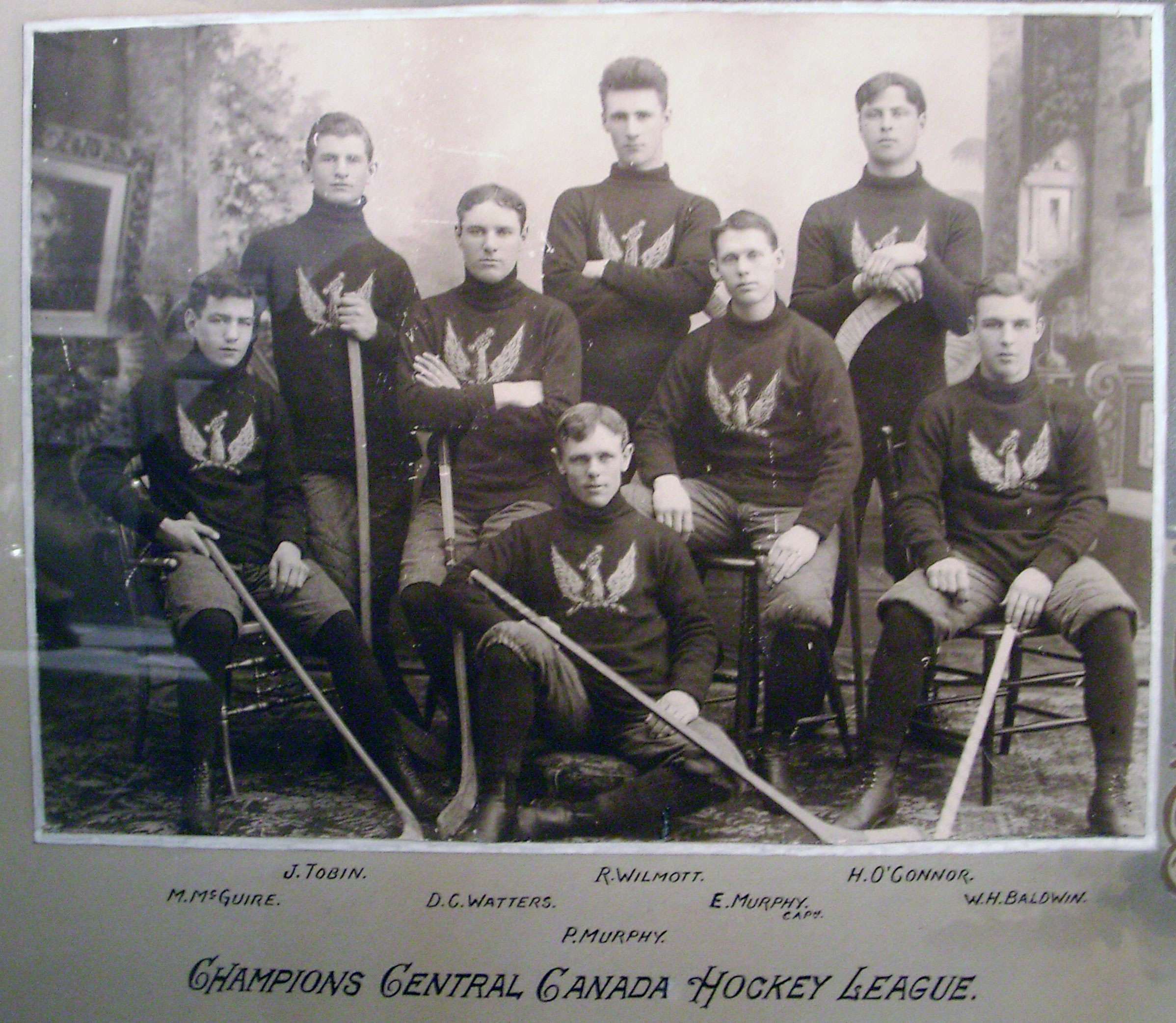
Mistři CCHA z roku 1897.
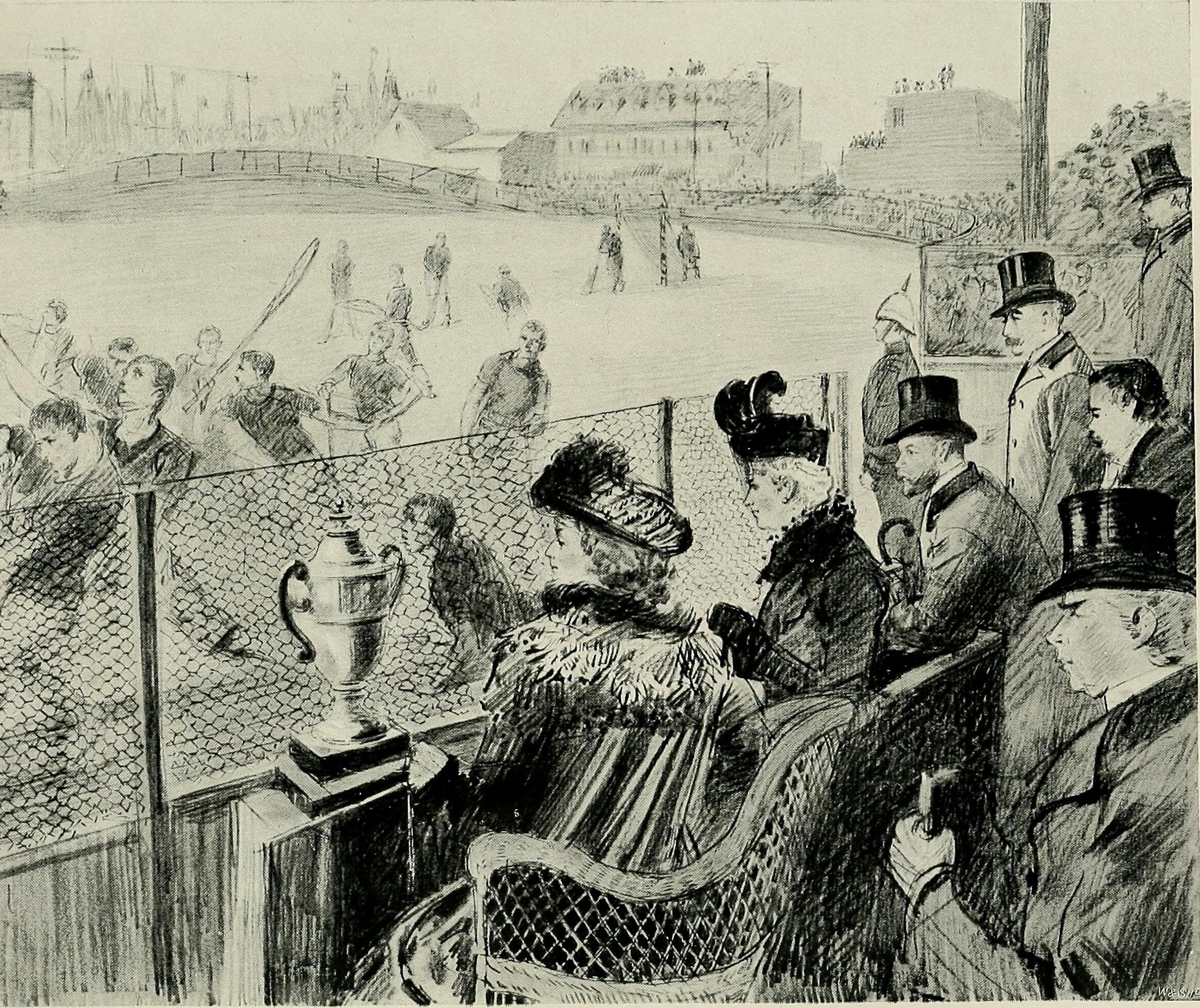
Capitals poráží Cornwal v zápase o Minto Cup z roku 1901.